# Bjarni Sigurðsson
Bjarni Sigurðsson (ur. 16 października 1960) – islandzki piłkarz występujący na pozycji bramkarza.

## Kariera klubowa
Bjarni karierę rozpoczynał w 1977 roku w zespole Keflavík ÍF. Następnie, w latach 1979–1984 grał w Akraness. W tym czasie zdobył z nim dwa mistrzostwa Islandii (1983, 1984), cztery Puchary Islandii (1978, 1982, 1983, 1984) oraz Superpuchar Islandii (1979). W 1985 roku przeszedł do norweskiego SK Brann. W 1987 roku, a także 1988 roku dotarł z nim do finału Pucharu Norwegii.
W 1989 roku Bjarni wrócił na Islandię, gdzie został graczem Valura. W następnych latach trzykrotnie zdobył z nim Puchar Islandii (1990, 1991, 1992). W 1994 roku przez jeden sezon ponownie występował w SK Brann. Potem grał jeszcze w drużynie Stjarnan, gdzie w 1997 roku zakończył karierę.

## Kariera reprezentacyjna
W reprezentacji Islandii Bjarni zadebiutował 25 czerwca 1980 w zremisowanym 1:1 towarzyskim meczu z Finlandią. W latach 1980–1991 w drużynie narodowej rozegrał 41 spotkań.